# 山鹿市立米田小学校
山鹿市立米田小学校（やまがしりつ よねだしょうがっこう）は、かつて熊本県山鹿市南島にあった公立の小学校。
2017年（平成29年）3月末をもって閉校し、山鹿市立めのだけ小学校に統合された。
なお、米田小学校の校地・校舎が新設校に継承された。

## 概要
歴史
1926年（大正15年）に米田村内の小学校2校（米田第一・米田第二）が統合の上、開校。2017年（平成29年）に市立小学校4校の統合により閉校し、91年の歴史に幕を閉じた。
校訓
「人 自ら学び 互に磨く」
校章・校歌

## 沿革
前史・米田第一尋常小学校
- 1887年（明治20年）5月 - 公立小学校5校（長坂・南島・志々岐・小原・坂田）を統合の上、「尋常南島小学校」が創立。本校を南島、支校（分校）を志々岐に置く。
- 1889年（明治22年）
  - 4月1日 - 町村制施行に伴い、山鹿郡5村（長坂・南島・志々岐・小原・坂田）が合併し、「米田村」が発足。
  - 5月 - 坂田村に分教場を設置。
- 1892年（明治25年）4月 - 「南島尋常小学校」に改称。志々岐分教場が分離の上、「志々岐尋常小学校」として独立。
- 1896年（明治29年）4月1日 - 山鹿郡と山本郡が統合の上、鹿本郡となる。
- 1900年（明治33年）4月 - 志々岐尋常小学校を統合。
- 1908年（明治41年）4月 - 改正小学校令により、尋常科（義務教育年限）が4年制から6年制に改められる。尋常科5年を新設。
- 1909年（明治42年）4月 - 尋常科6年を新設。
- 1914年（大正3年）4月 - 高等科を併置の上、「米田第一尋常高等小学校」に改称。

前史・米田第二尋常小学校
- 1896年（明治29年）4月1日 - 山鹿郡と山本郡が統合の上、鹿本郡となる。
- 1892年（明治25年）
  - 4月 - 南島尋常小学校から坂田分教場が分離の上、「坂田尋常小学校」として独立。
  - 11月 - 南島尋常小学校から「小原尋常小学校」が分離・独立。
- 1894年（明治27年）10月 - 坂田尋常小学校を統合。
- 1908年（明治41年）4月 - 改正小学校令により、尋常科（義務教育年限）が4年制から6年制に改められる。尋常科5年を新設。
- 1909年（明治42年）4月 - 尋常科6年を新設。
- 1914年（大正3年）4月 - 高等科を併置の上、「米田第二尋常高等小学校」に改称。

統合
- 1926年（大正15年）12月 - 上記2校が統合の上「米田尋常高等小学校」となる。
- 1941年（昭和16年）4月1日 - 国民学校令施行により、「米田村米田国民学校」と改称。尋常科を初等科に改める。
- 1947年（昭和22年）- 学制改革が行われる（六・三制の実施）。
  - 4月1日 - 国民学校初等科は、新制小学校「米田村立米田小学校」と改称。
  - 4月 - 国民学校高等科は青年学校普通科とともに、新制中学校「鹿本郡米野岳村外二ヶ村中学校組合立 米野岳中学校」に統合。
- 1954年（昭和29年）4月1日 - 町村合併により、「山鹿市立米田小学校」（最終名）に改称。
- 2017年（平成29年）
  - 3月5日 - 閉校式を挙行。
  - 3月31日 - 閉校。
  - 4月1日 - 山鹿市立小学校4校（米野岳・千田・山内・米田）の統合により、山鹿市立めのだけ小学校が開校。米田小学校の校地・校舎が継承される。

## 交通アクセス
最寄りのバス停留所
- 九州産交バス 「南島」停留所・「米田農協前」停留所

最寄りの幹線道路
- 国道3号 「南島」交差点
- 熊本県道55号山鹿植木線

## 周辺
- 南島郵便局
- 国土交通省 熊本河川国道事務所 山鹿維持出張所
- 餃子の駅
- 南嶋菅原神社